# بوك (لاعب كرة قدم)
بوك (19 سبتمبر 1975 بفيلا نوا دغايا في البرتغال - ) هو لاعب كرة قدم برتغالي في مركز الهجوم. لعب مع نادي ريبيراو ونادي ليتشويس وديسبورتيفو تروفينسي ونادي فريموند ‏ ونادي غوندومار ونادي مايا ‏ وF.C. Marco ‏ ونادي فيزيلا وAmarante F.C. ‏ وF.C. Lixa ‏ وRebordosa A.C. ‏.

## وصلات خارجية
- بوك على موقع Soccerway.com (الإنجليزية)